# Vòng nguyệt quế
Trong thần thoại Hy Lạp thần Apollo được thể hiện là đội vòng nguyệt quế trên đầu, và thời Hy Lạp cổ đại thì các vòng nguyệt quế được dùng để tặng thưởng cho những người chiến thắng, cả trong những cuộc thi đấu thể thao, bao gồm cả Olympic cổ đại cũng như các cuộc thi thơ dưới sự bảo trợ của vị thần này. Một số vị hoàng đế cũng đội vòng nguyệt quế. Trong khi các vòng nguyệt quế cổ đại thường được mô tả là có hình móng ngựa thì các vòng nguyệt quế ngày nay lại thường có dạng hình tròn. Từ để chỉ người được giải thưởng trong một số ngôn ngữ nước ngoài như tiếng Anh là laureate, tiếng Nga là лауреат (từ tiếng La tinh lаureatus) đều có nghĩa là đội vòng nguyệt quế
Trong thành ngữ thông dụng ngày nay, vòng nguyệt quế dùng để chỉ chiến thắng. Thành ngữ "Ngủ trên vòng nguyệt quế của mình" dùng để chỉ những người dựa vào những thành công trong quá khứ để che đậy những điều kém cỏi của họ trong thời hiện tại.